# Ronan Dréano
Ronan Dréano, né le 22 novembre 1982, est un skipper français.

## Carrière
Il remporte la médaille d'argent des Championnats d'Europe de 470 avec Ronan Floch en 2006 à Balatonfüred. 